# ミリオン・マイルズ・アウェイ 遠き宇宙への旅路
『ミリオン・マイルズ・アウェイ 遠き宇宙への旅路』（英：A Million Miles Away）は、2023年のメキシコとアメリカ合衆国合作の伝記映画。メキシコ移民の貧しい家庭で生まれ育ったホセ・モレノ・ヘルナンデスがNASAに採用され宇宙飛行士になるまでを描く。2023年9月からアマゾン・プライム・ビデオで240ヵ国に配信された。

## ストーリー
1960年代、ホセ・ヘルナンデスは小学校に通いながら両親の農業を手伝っていた。収穫期に合わせてカリフォルニア州とメキシコを行き来するので大好きな勉強もままならない。彼の夢は宇宙飛行士だった。
担任の先生は頭脳明晰なホセの才能を伸ばしてやるべきだと両親を説得すると、父親は長年の夢だったメキシコの一軒家を諦めてカリフォルニアに定住することを決めた。
それから十数年が過ぎ、ホセはパシフィック大学を卒業しローレンス・リバモア国立研究所のエンジニアとして採用された。車を買い換えようと中古車店に行くのだが、そこに勤めるアデラと気が合いデートに誘った。しかし彼女の父親は娘とは自宅でしか会わせないと言う。厳格な父親に戸惑いながらも熱心に自宅でのデートを重ね2人は結婚した。
研究所ではラテン系の彼を見下す者も多かったが、すぐに才能を発揮し上司からも認められるようになった。宇宙飛行士になるために体を鍛え、飛行機の操縦やスクーバダイビングを学び始めた。
しかしNASAに何度も送った採用願は断られた。家庭を顧みず自分のことしか考えていない夫にアデラは苛立ちを隠せないが、ホセの想いを受け止め、次の願書をNASAに直接持って行くべきだとアドバイスした。そして12通目の願書をジョンソン宇宙センターにいた宇宙飛行士のフレデリック・スターカウに直接手渡すことが出来、ついに採用決定の手紙が届いた。
NASAに勤務すると厳しい訓練が始まった。ところが仲の良かった従弟のベトが会社からの帰宅途中に撃ち合いに巻き込まれ死んだという知らせが届く。すっかり気力を失った彼は訓練で遅れを取ってしまうが、なんとか克服し優秀な成績を取り戻す。
2009年、STS-128ミッションの搭乗運用技術者に選ばれたホセはスペースシャトルで軌道へと飛び立った。ISS国際宇宙ステーションに13日間滞在し、宇宙で妻が作ったタコスを食べ、ホセ・アルフレッド・ヒメネスの歌を聴いた。
ホセは農業労働者出身の最初の宇宙飛行士となった。引退したあとはカリフォルニアに戻って新居を構え、父親と一緒にブドウ園を経営している。

## キャスト
| 役名                               | 俳優                           | 吹替       |
| ---------------------------------- | ------------------------------ | ---------- |
| ホセ・ヘルナンデス                 | マイケル・ペーニャ             | 石上裕一   |
| アデラ・ヘルナンデス (妻）         | ローサ・サラザール             | 潘めぐみ   |
| フレドリック・W・スターカウ        | ギャレット・ディラハント       | 木下浩之   |
| ベト・ヘルナンデス（従兄）         | ボビー・ソト                   | 畠中祐     |
| サルヴァドーレ・ヘルナンデス（父） | フリオ・セサール・セディージョ | 星野充昭   |
| ジュリア・ヘルナンデス（母）       | ベロニカ・ファルコン           |            |
| ヤング先生                         | ミシェル・クルージ             | 高梨愛     |
| 少年時代のホセ・ヘルナンデス       | ファン・パブロ・モンテルビオ   |            |
| カルパナ・チャウラ（宇宙飛行士）   | サラユー・ブルー               | 木村香央里 |
| クリント・ローガン (研究所の上司） | エリック・ジョンソン           |            |
| ホセのヘルメットを点検する技術者   | ホセ・ヘルナンデス             |            |

- 日本語吹替その他出演︰森永千才、江頭宏哉、広瀬竜一、小市眞琴、大泊貴揮、佐々木祐介、佐藤友啓、及川いぞう、霧生晃司、寺崎裕香、左座翔丸

- 日本語版制作スタッフ 演出：簑浦良平、翻訳：安野美奈子、制作：プロセンスタジオ

## 実際のエピソード
- 宇宙飛行士に憧れた子供時代、兄がスタートレックのUSSエンタープライズ号の模型を持っていて、こっそり持ち出して遊んでいたという[1]。
- アデラとの出会いは中古車店ではなかった。彼女が働いていたのはストックトンのメイシーズの化粧品売り場で、最初に知り合ったのはときどき買い物に行くホセの妹だった。兄と気が合いそうなので紹介しようとしたが、会わせるまでに1年もかかった[2]。

ただ彼女の自宅でデートしたのは本当で、家に行くと必ず父親が同席していた。
- アデラが経営する「ティエラルナ・メキシカングリル」は2007年5月から2011年まで開業していた。ティエラルナ ”Tierra Luna”とは地球と月のこと。
- ホセ・ヘルナンデスは「最初のラテン系の宇宙飛行士」と紹介されることが多いが、それはコスタリカ出身のフランクリン・チャン＝ディアスである。ホセは移民の農業従事者の家庭から初めて選ばれた宇宙飛行士。
- 2003年に起きたコロンビア号空中分解事故のあと、映画では描かれていないが事故の調査チームに参加した。